# Bobki (Białoruś)
Bobki (biał. Бабкі; ros. Бобки) – wieś na Białorusi, w obwodzie mińskim, w rejonie kleckim, w sielsowiecie Hołynka.
W dwudziestoleciu międzywojennym leżały w Polsce, w województwie nowogródzkim, w powiecie nieświeskim.